# Luty 2008

## 3 lutego2008
- Boris Tadić został ponownie wybrany na prezydenta Serbii, uzyskując w drugiej turze wyborów 51% głosów. ( Wikinews, BBC News)
- W finale ligi futbolu amerykańskiego NFL – Super Bowl zwycięzcą została drużyna New York Giants. (Gazeta Wyborcza)

## 4 lutego2008
- W wieku 66 lat zmarł Stefan Meller, polski historyk i dyplomata, były minister spraw zagranicznych. (TVN24.pl,  Wikinews)

## 6 lutego2008
- Prezydent Włoch Giorgio Napolitano podpisał dekret o rozwiązaniu parlamentu i wyznaczył przedterminowe wybory na 13 i 14 kwietnia 2008. (Gazeta.pl)

## 7 lutego2008
- Zmarł Sławomir Kulpowicz, polski pianista, kompozytor i producent jazzowy (Muzyka.Onet.pl)
- Prom kosmiczny Atlantis wystartował do lotu, którego celem jest dostarczenie laboratorium Columbus do Międzynarodowej Stacji Kosmicznej. (BBC News)

## 10 lutego2008
- Zwycięzcą Pucharu Narodów Afryki została reprezentacja Egiptu, która w finale pokonała Kamerun 1:0. (Gazeta.pl)
- W wieku 75 lat zmarł amerykański aktor Roy Scheider. (Gazeta.pl)

## 11 lutego2008
- W Korei Południowej, w Seulu spłonęła drewniana część czternastowiecznej bramy Sungnyemun, będąca jednym z najważniejszych zabytków tego kraju. (Gazeta.pl)
- W Dili ostrzelano domy prezydenta i premiera Timoru Wschodniego. Prezydent José Ramos Horta został poważnie ranny w brzuch, premier Xanana Gusmão nie doznał obrażeń. (BBC News)

## 13 lutego2008
- Premier Australii Kevin Rudd wygłosił w parlamencie przemówienie, w którym publicznie przeprosił Aborygenów za dyskryminację i prześladowania, w tym praktyki tzw. „skradzionego pokolenia”. (BBC News)

## 14 lutego2008
- 6 zabitych i 16 osób rannych, to rezultat popołudniowej masakry w auli podczas wykładu na kampusie dużego uniwersytetu stanowego Northern Illinois University (NIU, 25 tys. studentów) w DeKalb w środkowo-północnym rejonie stanu Illinois w USA (105 km (65 mil) na zachód od centrum Chicago). 27-letni sprawca, Stephen P. Kazmierczak, dawniej wyróżniony student socjologii na NIU i aktualnie student Uniwersytetu Illinois (UIUC, 47 tys. studentów) w rodzimym Urbana-Champaign w pracy socjalnej (social work), użył strzelby z amunicją śrutową i trzech pistoletów, legalnie zakupionych w Champaign poprzedniego weekendu, następnie popełniając samobójstwo. Tragedia rozegrała się w ciągu mniej niż paru minut. (Chicago Tribune "Gunman Identified", Chicago Tribune,  Wikinews)

## 15 lutego2008
- Václav Klaus został ponownie wybrany na urząd prezydenta Republiki Czeskiej (Gazeta.pl)
- W Science ukazało się doniesienie grupy naukowców z OGLE (m.in. Andrzeja Udalskiego) o odkryciu wokół OGLE-2006-BLG-109 pierwszego układu planetarnego o budowie przypominającej Układ Słoneczny. (Gazeta.pl)
- W Science ukazało się pierwsze mapnicze zestawienie wszystkich ekosystemów morskich (podzielonych na kwadraty o obszarze 1 km²), z uwzględnieniem wpływu działań człowieka, skategoryzowanego jako 17 osobnych czynników. Zaledwie 4% akwenów jest nadal w postaci zbliżonej do naturalnej, te najchłodniejsze, opodal obu biegunów, a 41% jest skażonych szeregiem czynników. Podstawowymi czynnikami negatywnymi są zmiany klimatyczne, w tym dodatkowe zakwaszenie oceanów spowodowane wchłonięciem emitowanego sztucznie CO2, co przeszkadza w rozwoju skorupkiaków i koralu, i spustoszenia wynikające z komercyjnego nadłowienia ryb. Naukowcy określili ujawnione zmiany jako „szokujące”. BBC NEWS)
- Amerykańskie władze ostrzegły 80 krajów, w tym Polskę, o niebezpieczeństwie upadku na ich terytoria uszkodzonego satelity szpiegowskiego USA 193. Polski rząd ma powołać w tej sprawie sztab kryzysowy, a od poniedziałku obowiązywać ma podwyższony stan gotowości sił zbrojnych. (Onet.pl)

## 17 lutego2008
- Na specjalnej sesji parlamentu Kosowa w Prisztinie premier Hashim Thaci ogłosił niepodległość od Serbii. (BBC News)

## 18 lutego2008
- Stany Zjednoczone, Francja, Wielka Brytania, Włochy, Finlandia, Dania, Belgia i Austria uznały niepodległość Kosowa. Odmówiły uznania Hiszpania, Rumunia i Cypr. (Gazeta.pl)
- W Pakistanie odbyły się wybory parlamentarne. Wstępne wyniki wskazują na przegraną rządzącej Pakistańskiej Ligi Muzułmańskiej popierającej prezydenta Perveza Musharrafa (BBC News)
- Na wniosek szwajcarskiego banku Julius Bär Sąd Okręgowy w San Francisco nakazał zamknięcie witryny WikiLeaks. (PC World Komputer )

## 19 lutego2008
- Premier Armenii Serż Sarkisjan wygrał wybory prezydenckie. (BBC News)
- Fidel Castro ogłosił swoją rezygnację z funkcji przewodniczącego kubańskiej Rady Państwa. (BBC News)
- Toshiba zrezygnowała ze wspierania formatu HD DVD na rzecz konkurencyjnego Blu-ray. (PC World Komputer )
- Serbia odwołała swoich ambasadorów z państw, które uznały oficjalnie niepodległość Kosowa, tzn. z USA, Francji i Turcji. (TVN24.pl)

## 21 lutego2008
- Demonstranci protestujący przeciwko niepodległości Kosowa podpalili ambasadę Stanów Zjednoczonych w Belgradzie. (Onet.pl)
- Uszkodzony satelita szpiegowski USA 193 został zestrzelony przez krążownik USS Lake Erie. (BBC News)

## 22 lutego2008
- Grupie badawczej z Uniwersytetu w Lund udało się po raz pierwszy skutecznie sfilmować elektron w ruchu. (Onet.pl)

## 23 lutego2008
- Na orbitę wyniesiony został japoński satelita WINDS, mający umożliwić superszybki dostęp do Internetu z prędkością nawet 1,2Gb/s. (Onet.pl)

## 24 lutego2008
- Kubańskie Zgromadzenie Narodowe zaproponowało Raúla Castro jako jedynego kandydata na przewodniczącego Rady Państwa. (BBC News)
- W II turze wyborów prezydenckich na Cyprze zwyciężył Dimitris Christofias. (BBC News)

## 25 lutego2008
- Podczas 80. ceremonii wręczenia Oscarów najwięcej statuetek zdobył film To nie jest kraj dla starych ludzi, w tym Oscara za najlepszy film. (Gazeta Wyborcza)

## 26 lutego2008
- Polski rząd uznał niepodległość Kosowa. (TVN24.pl)